# Драбешская волость
Драбешская волость (латыш. Drabešu pagasts) — одна из территориальных единиц Цесисского края Латвии. Граничит с городом Цесис и с Аматской, Лигатненской, Вайвской, Страупской и Райскумской волостями своего края.
Крупнейшими населёнными пунктами волости являются сёла: Иерики, Карли, Драбеши, Амата, Мейермуйжа, Арайши.
Через Драбешскую волость проходит государственная автодорога A2 Рига — Сигулда — эстонская граница (Вецлайциене), являющейся частью Европейского маршрута E77 и региональная автодорога P20 Валмиера — Цесис — Драбеши.
По территории волости протекают реки Амата, Симтупе, Дзердупе, Ракшупе. Северная граница волости проходит по реке Гауя.

## История
В 1935 году площадь Драбешской волости Цесисского уезда была 109,07 км², при населении в 2030 жителей.
В 1945 году в волости были созданы Драбешский, Иерикский и Ренценский сельские советы. После отмены в 1949 году волостного деления Драбешский сельский совет входил в состав Цесисского района.
В 1954 году к Драбешскому сельсовету была присоединена территория ликвидированного Иерикского сельсовета. В 1961 году — ликвидированного Ливского сельсовета. В 1965 году территория совхоза «Амата» Драбешского сельсовета была присоединена к Косскому сельсовету. В 1977 году к Драбешскому сельсовету перешла часть территории Вайвского сельсовета.
В 1990 году Драбешский сельсовет был реорганизован в волость. В 2000 году Драбешская волость вошла в состав новообразованного Аматского края.
В 2021 году в результате новой административно-территориальной реформы Аматский край был упразднён, а Драбешская волость была включена в Цесисский край.